# Paralbunea
Paralbunea is een geslacht van kreeftachtigen uit de klasse van de Malacostraca (hogere kreeftachtigen).

## Soorten
- Paralbunea dayriti (Serène & Umali, 1965)
- Paralbunea intermedia (Balss, 1916)
- Paralbunea manihinei Serène, 1977
- Paralbunea paradoxa (Gordon, 1938)
- Paralbunea takedai Osawa & Fujita, 2012